# Diotarus ikonnikovi
Diotarus ikonnikovi är en insektsart som beskrevs av Bei-bienko 1935. Diotarus ikonnikovi ingår i släktet Diotarus och familjen torngräshoppor. Inga underarter finns listade i Catalogue of Life.